# Agustín Haya de la Torre
Agustín Haya de la Torre de la Rosa (Barranco, Lima; 3 de diciembre de 1948) es un sociólogo y político peruano. Fue presidente del Centro Nacional de Planeamiento Estratégico durante el segundo gobierno de Alan García, desde el año 2008 hasta el año 2011, y diputado por Izquierda Unida en dos periodos consecutivos. Fue también candidato a la presidencia del Perú en las elecciones del año 1995.

## Biografía
Nació en el distrito de Barranco, ubicado en la ciudad de Lima, el 3 de diciembre de 1948. Es hijo de José Agustín Haya de la Torre y de Clemencia de la Rosa Alvarado; hermano de Raúl Arístides; casado con Inés Castro Salinas; padre de Inés María y José Agustín. Su padre fue hermano del fundador de la Alianza Popular Revolucionaria Americana, Víctor Raúl Haya de la Torre, prefecto de la revolución de Trujillo en julio de 1932 y diputado por el Frente Democrático Nacional de 1945 a 1948. Murió en 1955 durante la persecución política de la dictadura de Manuel Odría. 
Realizó sus estudios escolares en el Colegio San Miguel, en Lima (1954-1965). Ingresó luego a la Facultad de Letras de la Pontificia Universidad Católica del Perú en 1966. Dos años después, se matriculó en la Facultad de Ciencias Sociales de la misma universidad. Fue bibliotecario en el instituto Raúl Porras Barrenechea de la Universidad Nacional Mayor de San Marcos (1966-1970). Participó en la primera maestría en Sociología de la Pontificia Universidad Católica del Perú en el año 1972. 
Hizo la maestría en Desarrollo Económico de América Latina en la Universidad Internacional de Andalucía (1996) y el doctorado en Ciencias Sociales por la Universidad Radboud de Nimega en Holanda (1999). En el año 2014 obtuvo el Doctorado en Sociología (reválida) por la Pontificia Universidad Católica del Perú. 
Ejerció la docencia desde 1973. Fue profesor ordinario de las cátedras de Sociología Política y Sociología del Desarrollo en la Facultad de Ciencias Sociales de la Universidad Nacional Mayor de San Marcos (2003-2013). Igualmente, en esta misma Facultad fue Coordinador de la Maestría en Política Social (2000-2011). Profesor del posgrado de Ciencias Sociales de la UNMSM. Como académico ha participado en cursos y conferencias en universidades nacionales y en el extranjero (Oxford, Liverpool, Instituto Ortega y Gasset de la Universidad Complutense, Universidad Nacional del País Vasco, Universidad Carlos III, Universidad de Columbia, City University of New York, Universidad Autónoma de México, Universidad de Buenos Aires, Universidad de La Plata). Ha sido miembro del directorio del diario de Marka, es columnista de diversos periódicos y colabora con diarios y revistas en temas de análisis político nacional e internacional.

## Carrera política
Tuvo una activa participación en el movimiento estudiantil de la época y presidió el Centro Federado de Ciencias Sociales en 1969, y la Federación de Estudiantes de la Universidad Católica en 1970. Fue elegido por voto universal como delegado a la Comisión Estatutaria Nacional, donde integró su grupo de trabajo. Ejerció como presidente colegiado de la Federación de Estudiantes del Perú. Participó en los intensos debates y divisiones que caracterizaban a la izquierda radical durante la dictadura militar. Para el proceso de la Asamblea Constituyente de 1978, formó parte de la Unidad Democrática Popular, que luego se integraría a la Izquierda Unida. 
Fue columnista y directivo de la revista Amauta, El Diario Marka y su suplemento El Caballo Rojo y Diario Uno.  Columnista internacional de La República.

### Diputado de la República
En las elecciones parlamentarias del año 1980, Haya de la Torre inicia su carrera política postulando a la Cámara de Diputados por la Unidad Democrático Popular, movimiento integrado por Alfonso Barrantes, Javier Diez Canseco y Carlos Malpica, y fue elegido para el periodo parlamentario 1980-1985.
Formó parte de la reunificación de los grupos de la izquierda heterodoxa que fundaron el Partido Unificado Mariateguista en 1984, del cual fue dirigente hasta 1989.
Para las elecciones generales del año 1985, fue candidato a la segunda vicepresidencia en la plancha presidencial de Alfonso Barrantes por Izquierda Unida, coalición de partidos izquierdistas quienes compitieron contra Alan García del Partido Aprista Peruano. Finalmente, García resultó triunfador de las elecciones. En dichas elecciones, Haya de la Torre también postuló nuevamente a la Cámara de Diputados y fue reelegido, obteniendo 69,158 votos, para el periodo 1985-1990.
Durante sus gestiones como diputado, presidió en un período la Comisión de Economía y fue miembro de la comisión de Relaciones Exteriores. También fue delegado ante el Parlamento Latinoamericano y como representante del Perú ante el Parlamento Andino. 
En las elecciones generales de 1990, participó nuevamente en la plancha presidencial de Izquierda Unida, esta vez liderada por Henry Pease. La candidatura solo logró quedar en el cuarto lugar de las preferencias y decidieron apoyar al candidato Alberto Fujimori en la segunda vuelta electoral contra Mario Vargas Llosa. 

### Candidato presidencial
En las elecciones generales del año 1995, la Izquierda Unida intentó recomponerse luego de una fuerte crisis lanzando como candidato a la presidencia a Alfonso Barrantes, acompañado de Haya de la Torre y Maximiliano Cárdenas como candidatos a las vicepresidencias. Barrantes renunció por discrepancias internas y el comité directivo de IU decidió que los candidatos a las vicepresidencias continúen en la contienda electoral, siendo Haya de la Torre el candidato presidencial en sucesión y quien luego terminó en el último lugar de las elecciones, lo cual el partido quedó disuelto. Tras la disolución de Izquierda Unida, Haya de la Torre volvió a afiliarse al Partido Aprista Peruano en el año 1998 y fue elegido miembro de la comisión política del partido desde 2003 hasta el año 2006. 
Fue presidente de la Asociación Civil Foro Democrático desde el año 2001 hasta el año 2003.
Durante el segundo gobierno de Alan García, fue director ejecutivo de la Agencia Peruana de Cooperación Internacional; desde agosto del 2006 hasta agosto del 2008; y presidente del Centro Nacional de Planeamiento Estratégico (CEPLAN), desde el 2008 hasta el 2011.

## Experiencia docente
- Coordinador de las maestrías de Planificación Estratégica del Desarrollo y de Gobiernos Regionales y Locales en la Escuela de Gobierno y Planificación de la Universidad Alas Peruanas (octubre de 2011 a noviembre de 2018).
- Profesor del Seminario Líderes que Transforman Convenio de la Corporación Andina de Fomento con el Instituto de Gobierno (Universidad San Martín de Porras) 2006.
- Profesor ordinario de la Universidad Nacional Mayor de San Marcos (cátedras de Sociología Política y Sociología del Desarrollo y Prácticas pre-profesionales en la Facultad de Ciencias Sociales). 2003-2014
- Profesor en la Maestría de Gerencia de proyectos y programas sociales. Facultad de Salud Pública y Administración, Universidad Peruana Cayetano Heredia (2002, 2003, 2004, 2005).
- Profesor del curso Poder y Democracia del ciclo de Titulación Profesional y Actualización de la Facultad de Ciencias Sociales de la Universidad Nacional Mayor de San Marcos (2003, 2004, 2005).
- Profesor de la Academia Diplomática del Perú (2002, 2003).
- Profesor invitado del II curso de Actualización en Ciencia Política en la Universidad Nacional Federico Villarreal (2002).
- Profesor Titular Visitante en la Escuela de Comercio Internacional y el Programa de Postgrado de Maestría en Comercio Internacional de la Universidad del Mar, Valparaíso, Chile.
- Profesor invitado por la Facultad de Humanidades y Comunicación de la Universidad Carlos III de Madrid (1999).
- Profesor de las Maestrías en Política Social y Maestría en Sociología de la Unidad de Post Grado de la Facultad de Ciencias Sociales de la Universidad Nacional Mayor de San Marcos (1997 a la fecha).
- Profesor del curso de Sociología Política y Teoría del Cambio I y II, en la Maestría en Ciencias Políticas (Promoción I y II) dentro del Convenio Interinstitucional entre la Universidad Inca Garcilaso de la Vega y el Instituto de Investigaciones “Cambio y Desarrollo” (1997-1998).
- Profesor de Sociología en las Facultades de Arquitectura e Ingeniería de la Universidad Particular Ricardo Palma (1973-1975).

## Publicaciones
- La herencia democrática de Haya de la Torre, IEP, 2024.
- 1924 - 7 de mayo – 2024 Ante el primer siglo del APRA (en colaboración con Hugo Vallenas), julio 2024.
- Un partido agonista, 2021.
- Dictadura y Democracia: La crisis del Estado Republicano
- Análisis de Propuestas de Gobernabilidad Nacional y Regional
- Ensayos de sociología política
- La Restauración Neoliberal[6]